# 格林氏黃鱗魨
格林氏黃鱗魨為輻鰭魚綱魨形目鱗魨亞目鱗魨科的其中一種，為熱帶海水魚，分布於太平洋吉里巴斯萊恩群島海域，深度90-100公尺，本魚體呈長橢圓形且側扁，尾柄短，頰部有3條藍色細紋，吻部黑色，體色為灰白色，背部有散布黑色斑點，背鰭和臀鰭藍色，邊緣為黑色，尾鰭新月型，邊緣為橘紅色，體長可達15.4公分，棲息在有遮蔽的珊瑚礁陡坡
底中層水域，生活習性不明。